# Tutzing

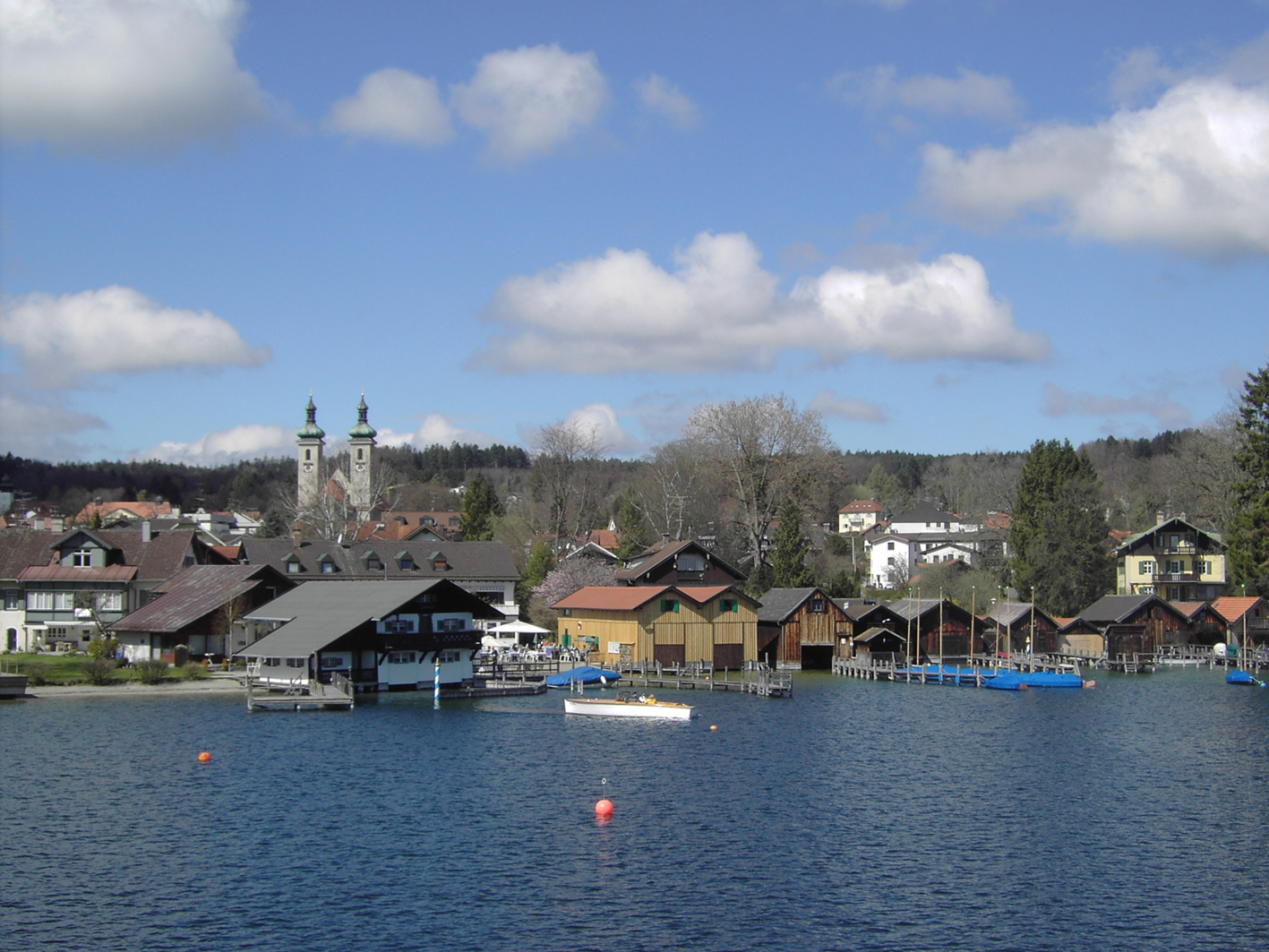
Tutzing od strony jeziora

Tutzing – miejscowość i gmina w Niemczech, w kraju związkowym Bawaria, w rejencji Górna Bawaria, w regionie Monachium, w powiecie Starnberg. Leży około 12 km na południe od Starnberga, nad jeziorem Starnberger See, przy linii kolejowej Monachium – Garmisch-Partenkirchen - Innsbruck.

## Dzielnice
- Diemendorf
- Kampberg
- Monatshausen
- Neuseeheim
- Oberzeismering
- Unterzeismering
- Rößlsberg
- Traubing
- Obertraubing
- Deixlfurt
- Tutzing

## Demografia
Dane o ludności z 31 grudnia 2008:
| Opis                                | Ogółem | Ogółem | Kobiety | Kobiety | Mężczyźni | Mężczyźni |
| ----------------------------------- | ------ | ------ | ------- | ------- | --------- | --------- |
| Jednostka                           | osób   | %      | osób    | %       | osób      | %         |
| Populacja                           | 9461   | 100    | 5100    | 53,91   | 4361      | 46,09     |
| Wiek przedprodukcyjny (0–17 lat)    | 1611   | 17,03  | 787     | 8,32    | 824       | 8,71      |
| Wiek produkcyjny (18–65 lat)        | 5312   | 56,15  | 2776    | 29,34   | 2536      | 26,8      |
| Wiek poprodukcyjny (powyżej 65 lat) | 2538   | 26,83  | 1537    | 16,25   | 1001      | 10,58     |

## Polityka
Wójtem gminy jest Stephan Wanner, wcześniej urząd ten pełnił Peter Lederer, rada gminy składa się z 20 osób.
|      | CSU | SPD | FW | Zieloni | BfT | UWGT | ödp | FDP | Razem |
| 2008 | 7   | 3   | 4  | 1       | 1   | 2    | 1   | 1   | 20    |
| 2002 | 10  | 1   | 4  | 1       | 2   | 1    | 1   | -   | 20    |